# Heiligenkreuzerhof (Baden)

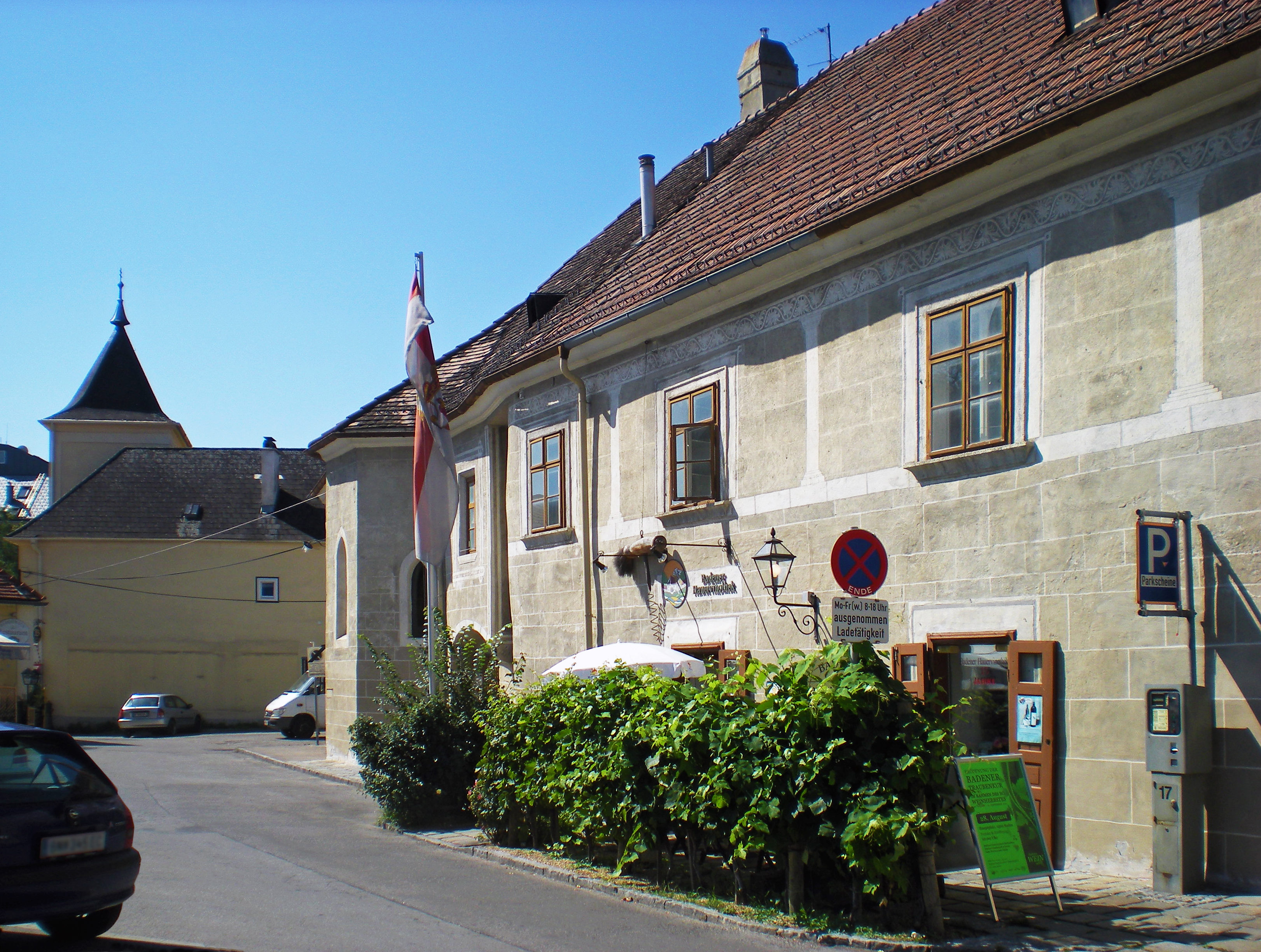
Heiligenkreuzerhof

Der Heiligenkreuzerhof (auch: Leopoldshof) ist ein ehemaliges Stiftsgut des Stiftes Heiligenkreuz am Brusattiplatz 2 in Baden im gleichnamigen Bezirk in Niederösterreich.

## Geschichte
Das Kloster Heiligenkreuz erbaute Mitte des 12. Jahrhunderts den Heiligenkreuzerhof zur Verwaltung des Stiftsgutes in Baden und machte im 14. Jahrhundert daraus durch Ummauerung eine Art Burg im Vorfeld der Stadt. Das Herzstück des Hofes war die Magdalenenkapelle, die im 14. Jahrhundert ihre heutige Gestalt bekam und den ältesten Bauteil darstellt (1687 erneuert). 1883 erwarb die Stadt Baden den Leopoldshof sowie das Leopoldsbad, legte ein Jahr später darauf den Grünen Markt an – und quartierte das Marktamt (neben einigen Wohnungen) im Heiligenkreuzerhof ein. 1994/95 renovierte die Badener Hauerschaft einen Teil des Heiligenkreuzerhofes mit der (seit 1875 aufgelassenen, als Werkstätte genützten) Magdalenenkapelle und eröffnete darin eine Vinothek des lokalen Weinbauvereins.

## Architektur und Ausstattung
Der lang gestreckte zweigeschoßige Bau, im Kern 13. Jahrhundert (urkundlich 1263), ist gekennzeichnet durch eine etwas eingezogene Fassade im Bereich der polygonalen, von drei Spitzbogenfenstern durchbrochenen Apsis der Magdalenenkapelle. Im Erdgeschoß des nordöstlichen Trakts sind schlicht gerahmte (zu Verkaufsgewölben führende) Türöffnungen eingelassen, im Obergeschoß Renaissancefenster mit Steingewänden und Sohlbänken. Die gesamte Fassade ist von Sgraffito-Quadermalerei überzogen (1980 freigelegt), das Obergeschoß des nordöstlichen Trakts ist unter dem Traufgesims, bei Ornamentbänderung, pilastergegliedert. Die ehemalige Kapelle der heiligen Maria Magdalena stammt urkundlich aus 1400. Der gotische einjochige kreuzrippengewölbte Raum besitzt einen 5/8-Schluss.